# Phoenicoprocta paranensis
Phoenicoprocta paranensis là một loài bướm đêm thuộc phân họ Arctiinae, họ Erebidae.